# Volleybalclub Zwolle 2018-2019 (femminile)
Questa voce raccoglie le informazioni riguardanti il Volleybalclub Zwolle nelle competizioni ufficiali della stagione 2018-2019.

## Organigramma societario
Area direttiva
- Presidente: Gert van Driel

Area organizzativa
- Team manager: Edwin van den Broeke

Area tecnica
- Allenatore: Wilfried Groothuis
- Assistente allenatore: Pascal Veneman
- Scoutman: Matthieu van den Broeke

Area sanitaria
- Fisioterapista: Iris Blok

## Rosa
| N° | Nome                  | Ruolo | Data di nascita  | Nazionalità sportiva |
| -- | --------------------- | ----- | ---------------- | -------------------- |
| 1  | Robin Van de Velde    | P     | 18 novembre 1992 | Paesi Bassi          |
| 2  | Siska Hoekstra        | S     | 11 dicembre 1991 | Paesi Bassi          |
| 3  | Marije Neuman         | C     | 11 giugno 1994   | Paesi Bassi          |
| 4  | Kim de Wild           | L     | 9 giugno 1993    | Paesi Bassi          |
| 5  | Ester de Vries        | S     | 26 febbraio 1992 | Paesi Bassi          |
| 6  | Nova Marring          | S     | 2001             | Paesi Bassi          |
| 7  | Nynke Hofstede        | C     | 26 luglio 1997   | Paesi Bassi          |
| 8  | Maureen van der Woude | C     | 20 maggio 2000   | Paesi Bassi          |
| 9  | Lotte Groninger       | P     | 4 febbraio 1998  | Paesi Bassi          |
| 10 | Manon Zeeboer         | O     | 7 febbraio 1995  | Paesi Bassi          |
| 11 | Kelly van de Haar     | O     | 27 marzo 1997    | Paesi Bassi          |
| 12 | Julia Joosten         | S     | 29 gennaio 2001  | Paesi Bassi          |
| 13 | Bjorna Gras           | S     | 1º dicembre 1995 | Paesi Bassi          |
| 14 | Annelien Alons        | C     | 25 ottobre 1988  | Paesi Bassi          |